# Myrcia rigida
Myrcia rigida là một loài thực vật có hoa trong Họ Đào kim nương. Loài này được Sw. mô tả khoa học đầu tiên năm 1788.